# Adobe (entreprise)
Pour les articles homonymes, voir Adobe.
Adobe Inc. ou Adobe, anciennement Adobe Systems (/adob/ en français, /əˈdoʊbi:/ en anglais), est une multinationale américaine. 
Elle commercialise des logiciels dont les plus connus sont Photoshop,  InDesign, Illustrator, Premiere Pro, Lightroom et After Effects.  
Ces derniers sont utilisés dans le domaine de l'édition vidéo, photo, audio et dans le graphisme. Ses principaux concurrents sont l'australien Canva et le britannique Serif.
Adobe est côté en bourse au Nasdaq depuis 1986.
Son siège se trouve à San José, en Californie. 

## Histoire

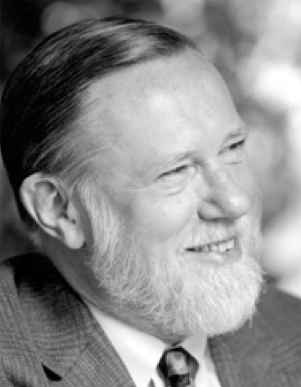
Charles Geschke.

Le nom de l'entreprise vient de la rivière Adobe Creek (en) qui coule derrière la maison de son fondateur, John Warnock, à Los Altos en Californie.

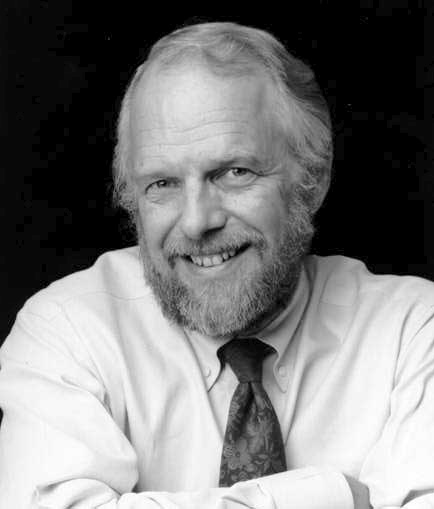
John Warnock.

PostScript permet ainsi de décrire de manière précise et reproductible des documents destinés au secteur prépresse avec un volume de données relativement faible. Contrairement aux langages d'impression, les fichiers sont indépendants du matériel, peuvent être intégrés dans d'autres documents (EPS), mais ne sont que partiellement modifiables en tant que dernière étape de la chaîne de production. 
Adobe commence par distribuer avec succès deux logiciels phares Illustrator et Photoshop.
Fort de ce succès, Adobe Systems poursuit une politique d'essor et augmentation rapide de ses parts de marché par acquisition d'entreprises concurrentes ou complémentaires, conformément à l'adage dans le monde des affaires nord-américain « if you can't beat them, buy them ».  
En 1994, Adobe Systems acquiert son principal concurrent dans le secteur prépresse, Aldus Corporation et ses logiciels phare Pagemaker et FreeHand. Cela place Adobe comme leader quasi monopolistique dans son secteur et notamment les utilisateurs de Freehand se révoltent. C'est pourquoi la Commission fédérale du commerce (FTC) intervient pour éviter la constitution d'un monopole et force Adobe à revendre FreeHand à Altsys corp et lui interdit de racheter tout autre logiciel concurrent pendant 10 ans.
Le 3 décembre 2005, Adobe reprend sa politique d'expansion cette fois dans le secteur complémentaire á ses activités, les applications web et achète Macromedia, auteur  de l'éditeur de programmation Dreamweaver, du logiciel d'animation vectorielle Flash, de la  plate-forme multimédia Shockwave/Director et de l'éditeur Authorware pour un montant total de 3,4 milliards de dollars américains. La transaction s'est effectuée exclusivement par échange de titres : une action Adobe pour 0,69 action de Macromedia. En effectuant cette transaction, Adobe a acquis un concurrent de taille et a conforté sa place de leader des logiciels pour designers et développeurs. 
En 2009, Adobe employait environ 8 660 personnes et réalisait un chiffre d'affaires annuel d'environ 2,9 milliards de dollars américains. 
En 2009, Adobe a racheté l'entreprise américaine Omniture pour 1,8 milliard de dollars, initiant ainsi sa stratégie de développement de solutions Marketing Cloud à l'attention des équipes marketing des entreprises. Les applications sont exploitées via la plateforme Adobe Analytics.
En 2013 Adobe rachète l'entreprise française Neolane, éditeur d'une application de gestion de campagnes marketing dans le cadre de la gestion de la relation client pour 600 millions de dollars, renforçant sa prééminence sur le marché. 
La même année, le 3 octobre 2013, des inconnus volent notamment le code source d'Adobe Acrobat et d'Adobe ColdFusion et les données de cartes de crédit de 2,9 millions de ses clients.
Après avoir racheté Satellite en juillet 2012, Adobe Marketing Cloud va intégrer la technologie de gestion des tags dans sa suite.
En décembre 2014, Adobe acquiert la banque de photographie Fotolia pour 800 millions de dollars, dans le but de l'intégrer à Creative Cloud.
En mai 2016, Adobe annonce l'acquisition de la société Livefyre pour un montant non communiqué.
En novembre 2016, Adobe annonce l'acquisition de TubeMogul (en), une entreprise présente dans la publicité en ligne, pour 540 millions de dollars.
En mai 2018, Adobe annonce l'acquisition de Magento, une plateforme opensource de commerce électronique, pour 1,68 milliard de dollars. En septembre 2018, Adobe Systems annonce l'acquisition de Marketo, spécialisé dans les logiciels dédiés au marketing e-commerce, pour 4,75 milliards de dollars.
En janvier 2019, Adobe annonce l'acquisition de Allegorithmic, une entreprise française spécialisée dans les logiciels de création de textures. 
En novembre 2020, Adobe annonce l'acquisition de Workfront, solution SaaS conçue pour gérer des projets marketing pour 1,5 milliard de dollars.
En septembre 2022, Adobe annonce l'acquisition de l'éditeur d'images vectorielles Figma, pour 20 milliards de dollars avant d'y renoncer en décembre 2023, à la suite du refus de validation par les autorités de régulation européenne et britannique,.

## Activités
Le siège social d'Adobe est à San José, en Californie. La société a également des bureaux de développement à Seattle (Washington), San Francisco et San Diego (Californie), Arden Hills (Minnesota), Noida et Bangalore (Inde), Ottawa (Canada), Hambourg (Allemagne).
Adobe est membre de la Business Software Alliance (BSA) et ses actions sont cotées au NASDAQ depuis 1986.

## Critiques

### Pratiques anti-compétition
En 1994, Adobe fait l'acquisition d'Aldus Corporation, un logiciel qui vendait le produit compétitif à Adobe Illustrator, FreeHand. À ce moment, la Commission fédérale du commerce américaine doit intervenir pour qu'Adobe revende FreeHand à Altsys, en plus d'interdire à l'entreprise de racheter le logiciel ou tout autre programme similaire pour 10 ans (soit jusqu'à 2004). Altsys est ensuite repris par Macromedia qui sort les versions 5 à 11. Lorsqu'Adobe achète Macromedia en 2005, le développement de FreeHand est considérablement ralenti en 2007, rendant même le logiciel obsolète. Avec FreeHand et Illustrator en sa possession, Adobe détient les deux seuls produits en compétition dans le marché des programmes d'illustration professionnels pour les ordinateurs Macintosh.
En 2011, un groupe de 5000 designers graphiques utilisant FreeHand se rassemblent sous la banière « Free FreeHand », en déposant une plainte au civil contre Adobe à la cour de district des États-Unis pour le district nord de la Californie. La poursuite statue qu'Adobe viole les principes du marché libre en abusant de sa position dominante dans le marché de l'illustration graphique et en s'adonnant à des démarches et stratégies anti-compétitives désignées à tuer FreeHand. Sans réponse aux revendications, la poursuite est éventuellement réglée à l'amiable, bien que la communauté FreeHand est d'avis qu'Adobe devrait remettre le produit à la communauté open-source s'il n'y a pas de mise à jour destinée à être effectuée.

### Critiques concernant l'exploitation des données œuvres créées, modifiées ou transmises
Le 5 juin 2024, les conditions d'utilisation sont remaniées et explicitent une évolution de février 2024 pour autoriser Adobe à exploiter par des moyens manuels ou automatiques tout texte, information, communication, contenus vidéo et audio, documents et images qui lui sont envoyés ou traités avec ses logiciels. Cette exploitation est autorisée par défaut pour les comptes non professionnels. Elle permet entre autres l'exploitation pour l'apprentissage par une intelligence artificielle.

## Produits
Ces produits sont disponibles dans le gestionnaire d'applications Creative Cloud. (anciennement Creative Suite)
- Acrobat.com, suite bureautique en ligne
- Adobe Connect, formations et réunions en ligne
- After Effects, effets spéciaux pour la vidéo
- Animate, (ex Flash) animation multimédia
- Audition, traitement audio
- Camera Raw, pour éditer les images au format RAW
- Captivate, outil pour créer des simulations
- Character Animator, animation et de capture de mouvement
- Dreamweaver, création de site internet
- Adobe Firefly, outil d'IA générative
- Font, polices de caractères
- Illustrator, dessin / tracé vectoriel
- InCopy, mise en forme de texte pour les éditeurs et rédacteurs parallèlement à InDesign
- InDesign, mise en page (PAO) pour la presse, l'édition, la publicité et la communication
- Lightroom, gestion des fichiers photo pour les photographes
- Photoshop, création et retouche d'images
- Premiere Pro, montage vidéo
- Reader (anciennement Acrobat), création, gestion et modification des fichiers PDF
- Behance, site web de partage de création
- Substance 3D Painter, création de textures pour des modèles 3D

Il existe des versions spécifiques des produits Adobe pour les langues non indo-européennes. Ainsi il existe une version arabe et une version hébraïque des produits Adobe, qui sont complètement adaptées à ces langues et à l'écriture de droite à gauche.

## Anciens produits
- Atmosphere, logiciel de création d'univers virtuels en 3D (ce logiciel n'est plus commercialisé)
- Contribute, gestion et design de sites Internet à distance
- Edge, création de contenus web interactifs
- Encore DVD, création de menu DVD et Blu-ray
- Fireworks, création d'images pour le Web
- Flash, animations vectorielles, sites Web
- Flash Catalyst, conception graphique d’interfaces
- Flex, outil de génération d'applets Flash
- FreeHand, illustration vectorielle (ce logiciel n'est plus commercialisé, au profit d'Illustrator)
- FrameMaker, mise en page
- ImageReady, création d'images pour le Web (ce logiciel n'est plus commercialisé, au profit de Fireworks)
- LiveCycle, outil destiné à la gouvernance des systèmes d'entreprise tel que l'éditique
- LiveMotion (ce logiciel n'est plus commercialisé)
- GoLive, création et gestion de sites Internet (ce logiciel n'est plus commercialisé, au profit de Dreamweaver)
- Muse, création de sites internet orienté vers les designers
- PageMaker, mise en page (PAO) pour la presse, l'édition, la publicité et la communication (ce logiciel n'est plus commercialisé, au profit de InDesign)
- Streamline, vectorisation de fichier bitmap (ce logiciel n'est plus commercialisé, la fonction a été intégrée dans Illustrator CS 2)
- Director, création d'applications multimédia pour divers supports (ce logiciel n'est plus commercialisé depuis 2017)
- Story, pour développer des scénarios et des scripts (ce logiciel n'est plus commercialisé depuis le 22 janvier 2019)
- Ultra, acheté avec la société Serious Magic en 2006
- Wallaby, convertisseur Flash vers HTML5

## Formats issus des travaux d'Adobe
- Portable Document Format (PDF)
- PDF/A-1
- PDF/X
- Adobe Flash
- Psd
- PostScript
- AI (Adobe Illustrator)
- Format DNG (images brutes issues des capteurs de scanneurs ou d'appareils photos)
- Ind (Adobe Indesign)
- Aep/Aepx (Adobe After Effects)

## Actionnaires
Liste des principaux actionnaires au 19 novembre 2023 :
| The Vanguard Group                                   | 8,46 % |
| Geode Capital Management LLC                         | 1,98 % |
| Fidelity Management & Research Co. LLC               | 1,59 % |
| PRIMECAP Management Co.                              | 1,24 % |
| Norges Bank Investment Management                    | 1,15 % |
| Capital Research & Management Co. (Global Investors) | 1,01 % |

## Identité et communication
Le logo d'Adobe représente un « A », et a été dessiné par Marva Warnock, graphiste et épouse de John Warnock.